# Ал-Карах
Ал-Карах или Карах — средневековое государственное образование на территории современного Дахадаевского района Дагестана с центром в селе Уркарах.

## Локализация
Ал-Карах был северным соседом Зирихгерана. В сочинении Аль-Масуди 944 года говорится о стране "Ал-Карах" к северо-западу от Хайдака. Большинство историков считают что в сочинении имеется ввиду Уркарах.

## История
В 943—44 году Аль-Масуди сообщает, что «город» "Ал-Курдж" является местопребыванием правителя с титулом барзбан, произошедшего от персидского слова марзбан — «хранитель границы». Тот факт, что каждый «правитель этого царства зовется» барзбаном, наводит на мысль Т. Айтберова, что уркарахское барзбанство первой половины X века генетически являлось одним из политико-административных образований, созданных Сасанидами на Северо-Восточном Кавказе во второй половине VI века.
Ал-Карахский правитель, согласно тому же Ал-Масуди, к 943—44 году был мусульманином. В 995 же году, как сказано в «Истории Ширвана и Дербенда» «обратился в ислам уже народ Караха „благодаря“ дербентскому эмиру Маймуну ибн Ахмаду».
Ал-карах к концу 10 века превратился в один из «Исламских» центров Дербентского эмирата, что в свою очередь привело к изменению формы правления, а именно переходу от княжества во главе с барзбанами к аристократической республике во главе с раисами.
В 1032—33 году в направлении Дербента и пограничных областей двинулся правитель Алании вместе с русами. Прежде всего они двинулись на Уркарах, где пребывал отряд мусульман во главе с неким Хусравом и главным раисом Хайсамом ибн Маймуном. Уркарахцы с помощью газиев Дербента и Лакза сразились с наступавшими, нанесли поражение и многих перебили, после чего «навсегда были прекращены притязания неверных на эти исламские центры».
В 1065 году дербентский раис Муфарридж ибн Музаффар вместе с дядей Ширваншаха Мамланов ибн Йазидом и некоторыми уркарахскими раисами отправились в Маскут «собирать урожай».
Последние известия о Ал-Карахе относятся к 1065 году, что говорит о том, что примерно во второй половине или в конце XI века Ал-Карах перестает существовать как самостоятельное владение. Очевидно, ослабленное в результате постоянных междоусобиц и внешнего вмешательства, Карах распался, и на его месте образовались или же выделились союзы сельских общин Гапш и Муйра. Даргинские общества «царства» Карах именно тогда и были присоединены к Хайдаку, сильно усилившемуся к этому времени. Именно после этого Уркарах становится одной из резиденций уцмия Хайдака.